# نبرا
شهر مبری (به آلمانی: Nebra) در ایالت زاکسن-آنهالت در کشور آلمان واقع شده‌است.